# Карликовый варан
Карликовый варан, или североавстралийский варан (лат. Varanus primordius), — вид ящериц из семейства варанов.

## Описание
Мелкий варан, длина тела с хвостом примерно 25 см. Окраска верхней стороны тела красновато-коричневая с многочисленными черноватыми и коричневыми пятнами, иногда образующими сетчатый рисунок. Нижняя сторона туловища и горла белая или кремовая. В сечении хвост практически круглый, без гребня.
Кормится в основном растительной пищей.
Населяет север Северной территории Австралии. Водится в скалистых местностях с многочисленными укрытиями в щелях скал и между камнями.